# اچ‌نوام‌اس براگ (۱۸۷۸)
اچ‌نوام‌اس براگ (۱۸۷۸) (به انگلیسی: HNoMS Brage (1878)) یک کشتی است که طول آن ۲۸ متر (۹۱٫۸۶ فوت) می‌باشد. این کشتی در سال ۱۸۷۸ ساخته شد.